# Need Your Loving Tonight
"Need Your Loving Tonight" é um single da banda britânica de rock Queen, lançado em novembro de 1980. Composição de John Deacon, faz parte do álbum The Game, lançado no mesmo ano.
A melodia é muito influenciado pelos Beatles, embora tenha mais de um riff de guitarra base, dando a música uma sonoridade power pop. "Need Your Loving Tonight" foi lançada como single em novembro de 1980 e alcançou a quadragésima quarta posição nas paradas dos Estados Unidos.

## Performances ao vivo
Foi tocada por pouco tempo durante a The Game Tour, na década de 1980, e durou apenas esta turnê. Também durante as performances ao vivo da música, Brian May, backing vocals e Freddie Mercury tocava piano (dois dos quais estavam ausentes na versão de estúdio).

## Ficha técnica
Banda
- Freddie Mercury - vocais
- Brian May - guitarra, vocais de apoio
- Roger Taylor - bateria, vocais de apoio
- John Deacon - baixo, violão